# Loona
Loona (artiestennaam van Marie-José van der Kolk; IJmuiden, 16 september 1974) is een Nederlandse singer-songwriter en danseres. Ze is vooral bekend van haar cover van Vamos a la playa en haar samenwerking met DJ Sammy, met wie ze samen optrad als DJ Sammy feat. Carisma. 

## Biografie
Van der Kolk leerde DJ Sammy kennen toen ze als danseres actief was op Mallorca. Ze wilde graag zangeres worden, en Sammy hielp haar daarbij. Samen maakten ze een aantal nummers, waarvan "Life is Just a Game" hun eerste hit werd. Deze single werd opgevolgd door "You Are My Angel", "Prince of Love" en "Golden Child". Al deze nummers staan ook op hun album Life Is Just A Game.
In de zomer van 1998 nam Van der Kolk de artiestennaam Loona aan. Haar eerste lied onder deze naam was een cover van Paradisio's lied "Bailando". Dit werd in Duitsland de zomerhit van 1998. In het najaar volgde een tweede single, "Hijo de la Luna" (een cover van de Spaanse band Mecano). 
Op 10 februari 2005 beviel ze van een dochter. Ze trok zich toen een paar jaar terug als zangeres, maar begon in 2008 weer op te treden.

## Discografie

### Albums
| Album met eventuele hitnotering(en) in de Nederlandse Album Top 100 | Datum van verschijnen | Datum van binnenkomst | Hoogste positie | Aantal weken | Opmerkingen   |
| ------------------------------------------------------------------- | --------------------- | --------------------- | --------------- | ------------ | ------------- |
| Lunita                                                              | 1999                  | -                     |                 |              |               |
| Entre dos aguas                                                     | 1999                  | -                     |                 |              |               |
| Greatest hits                                                       | 2000                  | -                     |                 |              | Verzamelalbum |
| Baila mi ritmo                                                      | 2001                  | -                     |                 |              |               |
| Colors                                                              | 2002                  | -                     |                 |              |               |
| Wind of time                                                        | 2005                  | -                     |                 |              |               |
| Moonrise                                                            | 2008                  | -                     |                 |              |               |
| Summer dance                                                        | 2009                  | -                     |                 |              |               |

### Singles
| Single met eventuele hitnotering(en) in de Nederlandse Top 40 | Datum van verschijnen | Datum van binnenkomst | Hoogste positie | Aantal weken | Opmerkingen                                             |
| ------------------------------------------------------------- | --------------------- | --------------------- | --------------- | ------------ | ------------------------------------------------------- |
| Bailando                                                      | 1998                  | 12-09-1998            | 13              | 9            | Nr. 14 in de Single Top 100                             |
| Hijo de la luna                                               | 1998                  | 23-01-1999            | 18              | 9            | als DJ Sammy presents Loona Nr. 21 in de Single Top 100 |
| Latino lover                                                  | 2000                  | 22-07-2000            | tip4            | -            | Nr. 40 in de Single Top 100                             |
| Caliente                                                      | 2013                  | -                     |                 |              | Nr. 89 in de Single Top 100                             |

| Single met hitnotering(en) in de Vlaamse Ultratop 50 | Datum van verschijnen | Datum van binnenkomst | Hoogste positie | Aantal weken | Opmerkingen |
| ---------------------------------------------------- | --------------------- | --------------------- | --------------- | ------------ | ----------- |
| Rhythm of the night                                  | 2002                  | 21-12-2002            | tip7            | -            |             |
| Vamos a la playa                                     | 2011                  | 13-08-2011            | 3               | 7            |             |